# شکایت عاشق

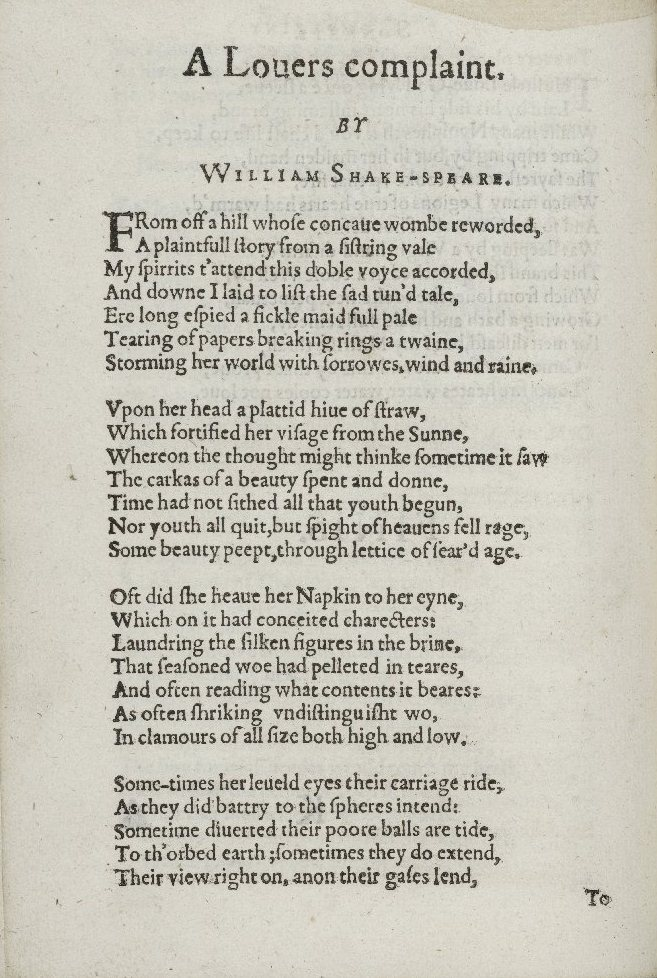
صفحه اول "شکایت عاشق" از غزلهای شکسپیر ، 1609

"شکایتِ عاشق" یک شعر روایی از ویلیام شکسپیر است که به‌عنوان بخشی از کوارتوی 1609 غزلواره‌های شکسپیر منتشر شده‌است. همچنین این شعر توسط توماس ثورپ انتشار یافت.

## ترجمهٔ فارسی
این شعر همراه با شعر «ققنوس و قمری» با ترجمهٔ امید طبیب‌زاده از سوی نشر چشمه منتشر شده‌است. این کتاب شامل متن اصلی و ترجمهٔ فارسیِ دو شعر ویلیام شکسپیر و همچنین شامل ترجمهٔ سه نقد و تفسیر مهم است که به بررسی اشعار غیرنمایشی شکسپیر خصوصاً این دو شعر اختصاص دارد.